# واخن‌بورخن
واخن‌بورخن (به هلندی: Wagenborgen) یک منطقهٔ مسکونی در هلند است که در دلف‌زیل واقع شده‌است. واخن‌بورخن ۱٫۸ کیلومتر مربع مساحت و ۱٬۸۲۰ نفر جمعیت دارد.